# Koncert Thompsona na Zagrebačkom hipodromu
Marko Perković i njegov sastav Thompson na Zagrebačkom hipodromu održali su koncert 5. srpnja 2025. godine. Ovaj glazbeni događaj oborio je svjetski rekord po broju prodanih ulaznica za jedan nastup, s 485 430 kupljenih ulaznica. U roku manjem od 24 sata rasprodano je 281 774 ulaznica, a prema navodima organizatora, broj prodanih ulaznica je 504 000 komada. Prethodni rekord u broju prodanih ulaznica za jedan koncert jednog izvođača od 2017. godine držao je talijanski glazbenik Vasco Rossi.

## Pripreme
Donesena je zajednička odluka pjevačeva tima, Grada Zagreba i Ministarstva unutarnjih poslova da se održi samo jedan koncert, ali da se prošire kapaciteti za isti. Dodatno je zemljište zakupljeno kako bi se smjestili svi zainteresirani posjetitelji.
Policija je planirala formirati poseban stožer zadužen za logistiku i sigurnost, uz angažman tisuća policajaca te zaštitarskih i redarskih službi. Stožer je bio operativno tijelo u kojem je predstavnik policije, redara, organizacije, hitnih službi i vatrogasaca.
Ukupno je za potrebe koncerta angažirano oko 6500 policijskih službenika, 5000 redara i zaštitara te 70 vatrogasaca.
Više službi i podružnica Zagrebačkoga holdinga (Autobusni kolodvor, Čistoća, Gradske ljekarne, Vodoopskrba i odvodnja, Zagrebparking) provelo je dodatne pripreme i pojačalo angažman za potrebe organizacije koncerta.

### Organizacija prometa
Bio je preporučen dolazak javnim prijevozom, a organizirani su i autobusni transferi do lokacije koncerta. Hrvatske željeznice uvele su dodatne željezničke linije prema Zagrebu iz Siska, Karlovca, Ivanić-Grada, Koprivnice i Zaboka.
Na Kajzerici se prvo zatvorila Ulica Józsefa Antalla uz Hipodrom i odvojak Ulice Damira Tomljenovića-Gavrana ispod Mosta slobode 18. lipnja za osobna motorna vozila (osim stanara), a 23. lipnja i za autobuse ZET-a. U to vrijeme je također zatvorena Ulica Josipa Rassela. Od 28. lipnja do 6. srpnja zatvoreno je istočno parkiralište Zagrebačkog velesajma.
Grad Zagreb je 27. lipnja objavio plan zatvaranja prometa oko Hipodroma i šire podijeljen u tri faze.
| Zatvorene ulice i javni prijevoz u I. fazi |
| --- |
| I. faza za motorna vozila počela je u kasnim večernjim satima, oko 22 sata, 4. srpnja Zatvaraju se za sva motorna vozila: - Trg Stjepana Radića - Ulica grada Vukovara od Miramarske ceste do Kruga - križanje Slavonske avenije i Ulice Hrvatske bratske zajednice (podvožnjak istok - zapad ostaje otvoren) za sva motorna vozila osim stanara: - naselje Kajzerica - naselje Središće - naselje Zapruđe I. faza za javni prijevoz počela je 5. srpnja u 4 sata Obustavljen je tramvajski promet Ulicom grada Vukovara između Savske ceste i Avenije Marina Držića. Tramvajske linije 5 i 13 prometuju obilazno: - 5: Park Maksimir – Kvaternikov trg – Trg žrtava fašizma – Glavni kolodvor – Savska cesta – Horvaćanska cesta – Prečko - 13: Žitnjak – Autobusni kolodvor – Glavni kolodvor – Trg bana Josipa Jelačića – Ilica – Zapadni kolodvor Za autobusni promet zatvaron je bio terminal Glavni kolodvor te Avenija Većeslava Holjevca, Most slobode i Ulica Hrvatske bratske zajednice. Izmjene na linijama su: - Linije 218, 220, 221, 234, 242, i 243 ne prometuju - Linije 166, 229, 241, 268, 310, 311 i 313 će nakon ulaska u grad prometovati trasom: Avenija Većeslava Holjevca – Islandska ulica – Ulica SR Njemačke – Avenija Dubrovnik i natrag na Aveniju Većeslava Holjevca. Središće je služilo kao krajnje stajalište, dok je početno stajalište bio Muzej suvremene umjetnosti. - Linija 281 iz Novog Jelkovca cijeli dan prometovala je Slavonskom avenijom do Savske ceste, a Vjesnik je bio početno i krajnje stajalište. - Uvela se izvanredna linija na trasi: Zapruđe – Sarajevska – Ukrajinska – Božidara Magovca – Svetog Mateja (A smjer: Hribarov prilaz; B smjer: Vatikanska) – SR Njemačke – Avenija Dubrovnik – Avenija Većeslava Holjevca – Podbrežje |

| Zatvorene ulice i javni prijevoz u II. fazi |
| --- |
| II. faza počela je 5. srpnja u trenutku po procjeni policije, očekivano oko 12 sati. Zatvaraju se za sva motorna vozila: - Avenija Dubrovnik - istočni kolnik Avenije Većeslava Holjevca od Avenije Dubrovnik do Islandske ulice - istočni kolnik Ulice SR Njemačke od Avenije Dubrovnik do Islandske/Ukrajinske ulice U javnom prijevozu bila je predviđena obustava tramvajskog prometa Avenijom Dubrovnik. Tramvajske linije 6, 7 i 14 prometovale su skraćeno: - 6: Črnomerec – Ilica – Trg bana Jelačića – Glavni kolodvor – Autobusni kolodvor – Avenija Marina Držića – Zapruđe - 7: Dubrava – Maksimirska cesta – Kvaternikov trg – Autobusni kolodvor – Avenija Marina Držića – Zapruđe - 14: Trg žrtava fašizma – Trg bana Jelačića – Savska cesta – Arena Zagreb Daljnje izmjene u autobusnom prometu: - 109: Črnomerec – Selska cesta – Zagrebačka avenija – Ljubljanica (peron linije 114) - 222: Žitnjak – Slavonska avenija – Savska cesta – Jadranski most i redovnom trasom do Jaruščice - Linije 166, 229, 241, 268, 310, 311 i 313 ponovno mijenjaju trasu te će nakon ulaska u grad prometovati trasom: Avenija Većeslava Holjevca – Ulica SR Njemačke – Islandska – Avenija Većeslava Holjevca. Građevinska škola bila je početno i krajnje stajalište. - Izvanredna linija: Zapruđe – Sarajevska – Ukrajinska – Božidara Magovca – Svetog Mateja (A smjer: Hribarov prilaz; B smjer: Vatikanska) – SR Njemačke – Islandska – Avenija Većeslava Holjevca – Podbrežje |

| Zatvorene ulice i javni prijevoz u III. fazi |
| --- |
| III. faza trebala je stupiti na snagu ako policija procjeni potrebu za njom. Moguće je zatvaranje prometnica: - Jadranski most - Jadranska avenija - Savska cesta od Savskog mosta do Vjesnika - Savska cesta od Savskog mosta do Horvaćanske ceste - Avenija Marina Držića od Zapruđa do Ulice grada Vukovara U javnom prijevozu zatvarao bi se tramvajsko-autobusni terminal Savski most i tramvajski promet Jadranskim mostom, Savskom cestom do Studentskog centra i Horvaćanskom cestom. Tramvajski promet Avenijom Marina Držića ostao bi funkcionalan. Izmijenjene linije su: - 4: Dubec – Kvaternikov trg – Vlaška – Draškovićeva – Glavni kolodvor – Zapadni kolodvor - 5: Park Maksimir – Kvaternikov trg – Trg žrtava fašizma – Glavni kolodvor – Ljubljanica - 14: Kvaternikov trg – Vlaška – Draškovićeva – Autobusni kolodvor – Zapruđe - 17: Borongaj – Trg žrtava fašizma – Trg bana Jelačića – Savska – Ljubljanica - autobusna linija 109: Črnomerec – Selska – Horvaćanska – Prečko (supstitucija linija 5 i 17) |

| Noćni javni prijevoz nakon koncerta |
| --- |
| Uvođenje dodatnih kapaciteta na noćne linije 31, 32, 33, 34. Na liniji 33 prometovali su autobusi. Uvedena je kružna linija 35 predviđene trase: Arena Zagreb – Jadranski most – Savska cesta – Glavni kolodvor – Autobusni kolodvor – Avenija Marina Držića – Zapruđe – Avenija Dubrovnik – Arena Zagreb u oba smjera. Linija 35 bila je poodložna izmjenama ovisno o prohodnosti koridora. |

Uoči koncerta nije bilo većih gužvi u cestovnom prometu u Zagrebu niti na hrvatskim autocestama. Večer uoči koncerta zagrebačka policija aktivirala je prvu fazu posebne prometne regulacije.
Policija je nakon koncerta, u noći sa subote na nedjelju aktivirala III. fazu privremene prometne regulacije.

### Organizacija usluga
Tri telekomska operatera uoči koncerta provodila su opsežne tehničke pripreme za jačanje mobilne mreže za potrebe koncerta. Pružanje hitne zdravstvene zaštite omogućavalo je 250 djelatnika izvanbolničke hitne medicinske službe raspoređenih unutar i izvan Hipodroma i Bundeka, a na području Velesajma bio je postavljen i stacionar s 200 bolničkih kreveta i medicinskom opremom. Hrvatski zavod za javno zdravstvo objavio je uoči koncerta zdravstvene preporuke za posjetitelje. U području Hipodroma, Bundeka, Savske i Selske ceste, Avenije Većeslava Holjevca i Vukovarske ulice na oko 40 hidranata bile su postavljene slavine s pitkom vodom te je na raspolaganju bilo i sedam autocisterni koje je osiguravala Vodoopskrba i odvodnja. Gradska ljekarna Zagreb produžila je radno vrijeme deset svojih poslovnica tijekom 5. srpnja.
Do kraja koncerta hitne medicinske službe obavile su 133 intervencije, no niti u jednom slučaju nije bilo životne ugroze. U privremenom stacionaru od toga je zbrinuto 112 osoba, dok je njih 24 prevezeno u zagrebačke bolnice. Zamjenik ravnateljice HZHM Damir Važanić izjavio je da je većina intervencija bila vezana uz sinkope, no da je nekoliko slučajeva uključivalo trovanje alkoholom, epileptičke napade, poremećaje srčanog ritma i bol u prsima.
Policija je objavila kako su bile privedene 123 osobe, od kojih 111 zbog posjedovanja pirotehničkih sredstava, ostali zbog narušavanja javnog reda i mira. Oduzeto je 121 pirotehničko sredstvo.
Nakon koncerta nije bilo kašnjenja i poremećaja u zagrebačkoj zračnoj luci, željezničkom i cestovnom prometu.

### Mobilna aplikacija
Prije koncerta napravljena je mobilna aplikacija „MPT” za potrebe Thompsonovog koncerta na Zagrebačkom hipodromu. Bila je dostupna za preuzimanje na Google Play trgovini i na App Storeu. Svrha aplikacije objavljena je i na službenoj internetskoj stranici koncerta „hodocasnik.hr”, da se preko aplikacije „omogućuje korisnicima brzu i sigurnu registraciju, preuzimanje kupljenih ulaznica, pregled informacija o koncertima, upravljanje ulaznicama, upute za dolazak i praćenje važnih obavijesti u stvarnom vremenu”. Oni koji su kupili karte imali su mogućnost ispunjavanja ankete na toj mobilnoj aplikaciji, a podaci iz ankete poslužili su za izradu detaljnih protokola za medicinske ekipe, vatrogasce i policiju. Navigacija u aplikaciji složena je da radi i bez pristupa internetu, odnosno offline, u slučaju problema sa signalom.

## Profil publike
Prema podacima iz kupljenih ulaznica, došlo se do informacija, da je trećina publike bila mlađa od 28, a pola od 32 godine.
Publika je kupila ulaznice iz 45 zemalja i preko 5.000 gradova. Iz Hrvatske je bilo 85% posjetitelja, Njemačke 5,3%, Austrije 4,3% i BiH 2,4%. Ulaznice su kupovane i iz dalekih zemalja poput: Rusije, Argentine, SAD-a, Kine i Australije.
U Hrvatskoj po gradovima prednjačili su: Zagreb (33%), Zadar (2,9%) i Split (2,5%). Izvan Hrvatske najviše publike je dolazilo iz gradova: München, Beč, Mostar i Graz.

## Raspored
Prostor zagrebačkog hipodroma otvoren je u 16:00 sati. Koncert je počeo u 21:00 sat, a završio oko ponoći.
Repertoar na koncertu trajao je tri sata s 30 pjesama, a Perković je najavio i objavio prije koncerta novi album Hodočasnik s 12 pjesama, prvi nakon desetogodišnje pauze. Uz Perkovića su nastupali bubnjar i producent Mario Klarić i klavijaturist Branimir Jovanovac (iz grupe Opća opasnost), koji su bili novi članovi benda; gitarist Ivan Ivanković, s Thompsonom od 2013.; Ante Padovan, koji je i aranžer na posljednjem albumu „Hodočasnik”; Petar Buljan iz sastava „Božja pobjeda” i producent Branimir Mihaljević. Prateći vokali bile su sestre Palić: Djordjija, Elizabeta i Kornelija.

### Popis pjesama
Popis pjesama došao je neplanirano u medije dan prije nastupa, a takav je bio i na koncertu.
|  | - 1. Ustani iz sjene - 2. Ravnoteža - 3. Dolazak Hrvata - 4. Duh ratnika - 5. Kletva kralja Zvonimira - 6. Bosna - 7. Moj narode - 8. Mali dio svemira - 9. Početak - 10. Slike Bleiburga - 11. Maranatha - 12. Neću izdat ja - 13. Gospin dom - 14. Vjetre s Dinare - 15. Sine moj | - 16. Ratnici svjetla - 17. Diva Grabovčeva - 18. Samo je ljubav tajna dvaju svjetova - 19. Moj dida i ja - 20. Nepročitano pismo - 21. Kralj Tomislav - 22. Oluja - 23. Bojna Čavoglave - 24. Ne varaj me - 25. Ako ne znaš šta je bilo - 26. Geni kameni - 27. Moj Ivane - 28. Iza devet sela - 29. Devedeset neke - 30. Lijepa li si |

## Tijek koncerta
Prije početka koncerta, Thompson i članovi benda pomolili su se kraj pozornice. Molitvu i molitveni nagovor predvodio je Petar Buljan, prateći glazbenik i član sastava „Božja pobjeda”.
Thompson je bio odjeven u majicu s brojem 03941158, što je bio zatvorski broj Zvonka Bušića. Oko vrata je imao medaljon sv. Benedikta, a na nogama gležnjače „zenge” koje su nosili branitelji Vukovara.
Koncert je počeo u 21h prizorima i glazbom iz više Thompsonovih pjesama na videozidovima. Prva pjesma bila je Ustani iz sjene uz vatromet. Nakon druge izvedene pjesme Ravnoteža, Marko Perković Thomspon prvi put se obratio publici. Započeo je vjerskim pozdravom „Hvaljen Isus i Marija”, zahvalio je publici što je došla i pozdravio je i goste iz drugih zemalja te pozvao da se Europa vrati kršćanskim korijenima.
Za vrijeme pjesme „Dolazak Hrvata” zabio je mač u zemlju uz pirotehničke efekte. Taj mač „Benediktov križ” prvi put je koristio na pozornici tijekom Turneje: Bilo jednom u Hrvatskoj 2007. godine. Mač je nastao prema križu kojim je sv. Benedikt blagoslivljao i odgonio sile tame. Na maču su ispisana četiri slova: CSPB - „Crux Sancti Patris Benedicti”, tj. „Križ Svetog Oca Benedikta”.
Biskup u miru Ante Ivas izrekao je molitvu na početku pjesme Maranatha: „Dođi Gospodine, oni koji se u ljubavi obiteljskoj rode nek žive i rastu sretni u tvom blagoslovu, u slobodi, miru i vjeri roda i doma, puka hrvatskoga. Maranatha, dođi Gospodine. Osnaži mladenačke grudi, učvrsti im ruke na veslima da kroz bespuća zemaljskih muka doveslaju do nebeskih luka”, a počeo je riječima „da se začeta djeca rode”.
Nakon pjesme „Neću izdat ja”, na nebu su se pojavili dronovi koji su izvodili dron show u kojem su se pojavili likovi Gospe, križa, krunice i anđela. Petar Buljan, prateći glazbenik i član sastava „Božja pobjeda” imao je govor u kojem je zamolio posjetitelje koncerta da na glas kažu: „Ja i moj dom služit ćemo Bogu”, što je citat iz Biblije iz Knjige o Jošui te spomenuo Posvetu hrvatskog naroda Presvetom Srcu Isusovu, koja se dogodila 27. lipnja. Thompson je rekao s pozornice: „Okrenimo ruke prema Alojziju Stepincu i prema svetom Ivanu Pavlu II. Prema Majci nebeskoj, našoj Gospi od Kamenitih vrata”.
Pjesma „Ratnici svjetla” bila je posvećena poginulim hrvatskim braniteljima. Thompson je zamolio sve da za vrijeme pjesme upale svjetla na mobitelima, a pjesmu prije toga „Sine moj” posvetio je sinu Anti Mihaelu, koji je bio na koncertu.
Tijekom pjesme „Samo je ljubav tajna dvaju svjetova” bile su i dvije prosidbe u publici.
Pjesma „Kralj Tomislav” bila je posvećena prvom hrvatskom kralju Tomislavu u povodu 1100. obljetnice njegove krunidbe, koja se obilježava 2025. godine.
Za vrijeme pjesme „Oluja” (u kojoj se čuje govor Franje Tuđmana) bio je dron show u čast Operacije Oluja.
Pjesmu Bojna Čavoglave, Thompson je počeo pozdravom Za dom spremni. Publika je upalila velik broj baklji.
Posljednja pjesma bila je Lijepa li si. Prilikom izvođenja pjesme, na videozidu su bile slike hrvatskih sportaša kao što su: Dražen Petrović, Marin Čilić, hrvatska nogometna reprezentacija i dr. Nakon nje Thompson je uputio govor mladima, među ostalim je rekao: „Preuzmite Hrvatsku potpuno, napravite od nje ponosnu i lijepu kao u snovima”. Zahvalio se Bogu i ljudima koji su došli na koncert.
Poslije koncerta na razglasu su bile izvođene Thompsonove pjesme koje nisu izvedene na koncertu.

## Dron show
Događaj je uključivao koordiniranu upotrebu 1000 dronova koji su prikazivali vjerske i nacionalne simbole, kao i značajne citate.
Tisuću dronova sudjelovalo je u ovom spektaklu, čineći ga najsloženijim tehnološkim pothvatom u domeni javnih događanja u Hrvatskoj.[nedostaje izvor] Složenost produkcije zahtijevala je angažman 50 članova stručnog tima, a organizator je za Novu TV ustvrdio »da se ovako velikim showom i u svijetu rijetko kada to radi jer je iznimno tehnološki zahtjevna situacija, puno dronova, puno ljudi.«
Koordinacija između velikog broja dronova i prisutnosti pola milijuna ljudi predstavljala je poseban izazov. Između dva dijela predstave bilo je potrebno zamijeniti baterije u vremenskom okviru od 15 minuta, što je zahtijevalo preciznu logističku organizaciju.

### Prvidron show
Početni dio predstave fokusirao se na vjersku tematiku, pri čemu su dronovi na nebu formirali:
- Lik Gospe
- Križ
- Krunicu
- Dva anđela

### Drugidron show
Drugi dio programa bio je posvećen Operaciji Oluja, uz pratnju istoimene Thompsonove pjesme. Vizualni elementi uključivali su:
- Natpis „Oluja” formiran dronovima
- Hrvatsku zastavu
- Likove hrvatskih branitelja s hrvatskom zastavom
- Stiliziranog sokola kao simbol slobode i pobjede
- Natpis „Gorit će nebo i zemlja” s potpisom Pauk
- Svjetleću šahovnicu

Predstava je kombinirala zračne vizualne efekte s dodatnim multimedijskim elementima. Na videozidu prikazan je isječak govora Franje Tuđmana, koji čini sastavni dio Thompsonove pjesme „Oluja”.

## Odjeci
Tonskoj probi dan uoči koncerta, osim više stotina posjetitelja na Mostu slobode, nazočili su i predsjednik Vlade Andrej Plenković sa svojom djecom, ministar unutarnjih poslova Davor Božinović te ministar hrvatskih branitelja Tomo Medved. Thompson je premijeru darovao album Hodočasnik, dok su ministri na poklon dobili posebno izrađeni medaljon. Prema pisanju medija, Plenkovića je zbog tog susreta pučka pravobraniteljica Tena Šimonović Einwalter optužila za »koketiranje s ustaštvom«, a kritika na njegov račun došla je i iz oporbe te sâmih medija.
Koncert su podržali novinar Velimir Bujanec, izbornik Zlatko Dalić, pjevači Miroslav Škoro i Radojka Šverko, ministar Davor Božinović, neki članovi hrvatske Vlade i drugi. Samome koncertu prisustvovalo je više političara: predsjednik Sabora Gordan Jandroković, ministar obrane Ivan Anušić, potpredsjednik Sabora Ivan Penava, zastupnici Nikola Grmoja, Miro Bulj i Zvonimir Troskot, bivši ministar Zdravko Marić te bivši slovenski premijer Janez Janša. Također su mu prisustvovali Marin Miletić, Željka Markić, Mate Bulić, Tihomir Dujmović i drugi.
Na hrvatskoj političkoj sceni koncert su osudili Jadranka Kosor, Dalija Orešković, Anka Mrak Taritaš i drugi, kao i neke osobe s hrvatske javne scene, poput Severine, Darije Lorenci i Marka Bošnjaka. Stranke Možemo! i Socijaldemokratska partija Hrvatske osudile su »ekstremističke poruke« i »ustašku simboliku« prisutne na koncertu, u što uključuju uzvik Za dom spremni uporabljen na početku izvedbe pjesme »Čavoglave«.

### Mediji
Vijest da je prodano stotine tisuće ulaznica za ovaj koncert objavilo je mnogo medija krajem ožujka i početkom travnja, uključujući i britanske glazbene magazine IQ Magazin i NME (New Musical Express).
Od petka 4. do nedjelje 6. srpnja, Prvi i Drugi program Hrvatskoga radija te Radio Sljeme uživo su neprekinuto pratili događanja oko koncerta Thompsona na Hipodromu. Prenosile su se informacije o prometu, javnom prijevozu i parkiranju. Reporteri su se javljali tijekom dana i noću. Krešimir Antunović u svome je članku za Jutarnji list poslije koncerta hvalio atmosferu, izvedbu, organizaciju i opći doživljaj, nazivajući koncert spektaklom te ga produkcijski uspoređujući s koncertima Eras Tour pjevačice Taylor Swift.
Prije koncerta u velikom broju hrvatskih tiskanih i elektroničkih medija objavljivani su članci o mogućem kolapsu zdravstvenog sustava, sigurnosti i prometa, o mogućnosti mrtvih i ranjenih te stampeda, a novinarka Nataša Škaričić pokrenula je i peticiju za zabranu Thompsonova koncerta. Prema mišljenju stručnjaka za sigurnost Željka Cvrtile, koji je prije koncerta gostovao u emisiji „Studio 4” HRT-a, radi se o „medijsko-obavještajnoj operaciji zastrašivanja da ljudi ne dolaze na koncert”.
Uoči koncerta diljem Novog Zagreba postavljeni su plakati s natpisom »Antifašizam je najveći koncept na svijetu«, koji su aludirali na Thompsonov koncert, prozvan »najvećim koncertom na svijetu«. Nalazili su se kod Velesajma, kod produžetka Islandske avenije te Avenije Većeslava Holjevca, kao i duž Jadranske avenije. Autor isprva nije bilo javno poznat, no dan poslije koncerta Inicijativa mladih za ljudska prava otkrila je svoje autorstvo plakata. Njima su namjeravali »podsjetiti da je moderna hrvatska državnost utemeljena nasuprot proglašenju NDH, odnosno nasuprot fašizmu i ustaštvu«, s kojima Inicijativa povezuje »ponašanje pjevača i publike«.
Associated Press, izvješćujući o koncertu, pisao je kako je Perković »desno orijentirani pjevač poznat po sklonosti prema pronacističkom marionetskom režimu iz Drugog svjetskog rata«. Mediji s njemačkog govornog područja Deutsche Welle, 20minuten, Focus i Heute također su komentirali Perkovićevu navodnu povezanost s ekstremnom desnicom i fašizmom, kao i prethodne zabrane održavanja koncerata u drugim europskim državama. Navodne veze s ustaškim pokretom navodile su i slovenske i francuske novine, kao i The Jerusalem Post te Kurir i drugi srbijanski mediji. Poljski portal političke desnice wPolityce pisao je pohvalno o koncertu, u tekstu koji je na poljskom napisao hrvatski novinar Goran Andrijanić. Portal Narod objavio je intervjue s Gordanom Akrapom i Željkom Cvrtilom, koji su strane medije poput Reutersa, ali i hrvatske medije poput Jutarnjeg lista, optužili za zlonamjernu manipulaciju pri izvještavanju o koncertu kako bi navodno skrenuli pozornost s događaja u Srbiji ili vodili »dugotrajan hibridni rat protiv Hrvatske«, pozivajući pritom na djelovanje Sigurnosno-obavještajne agencije.